# Confine tra Burkina Faso e Costa d'Avorio
Il confine tra Burkina Faso e Costa d'Avorio ha una lunghezza di 545 km e va dal triplice confine con il Mali a ovest fino al triplice confine con il Ghana a est.

## Descrizione
Il confine inizia a ovest al triplice confine con il Mali sul fiume Léraba; prosegue quindi lungo questo fiume e poi il Kamoe, mentre scorre verso sud-est. Il confine poi vira verso est, procedendo attraverso vari fiumi (come il Keleworo, il Kanba e il Koulbi) e linee terrestri irregolari fino al triplice confine con il Ghana a est sul fiume Volta Nero.

## Storia
La Francia iniziò a firmare trattati con i capi lungo la moderna costa ivoriana negli anni 1840, stabilendo così un protettorato che in seguito divenne la colonia della Costa d'Avorio nel 1893. In seguito alla "spartizione dell'Africa" nel 1880, la Francia acquisì il controllo della valle superiore del fiume Niger (più o meno equivalente alle aree attuali del Mali e del Niger). La Francia occupò quest'area nel 1900 e il Mali (allora denominato Sudan francese) era originariamente incluso, insieme ai moderni Niger e Burkina Faso, all'interno della colonia dell'Alto Senegal e del Niger e (insieme alla Costa d'Avorio) divenne una regione costituente della colonia federale dell'Africa Occidentale Francese (Afrique Occidentale Française, abbreviata AOF).
Le divisioni interne nell'AOF crearono diversi cambiamenti durante la sua esistenza; quelli che ora sono Mali, Niger e Burkina Faso erano inizialmente uniti come l'Alto Senegal e Niger, con il Niger che costituiva un territorio militare governato dalla città di Zinder. Il territorio militare del Niger fu diviso nel 1911, diventando una colonia separata nel 1922, e il Mali e l'Alto Volta (Burkina Faso) furono costituite come colonie separate nel 1919. Durante il periodo 1932-1947 l'Alto Volta fu smembrato e il suo territorio si divise tra il Sudan francese, il Niger e la Costa d'Avorio, con quest'ultima che guadagnò la maggior parte del territorio, ribattezzato "Haute Côte d'Ivoire". La data precisa in cui è stato tracciato il confine tra Costa d'Avorio e Alto Volta è incerta, ma si pensa che sia stato tracciato al momento dell'istituzione formale dell'Alto Volta nel 1919, sulla base della delimitazione approssimativa del territorio ivoriano da parte della Francia nel 1899.
Con la crescita del movimento per la decolonizzazione nell'epoca successiva alla seconda guerra mondiale, la Francia concesse gradualmente più diritti politici e rappresentanza alle proprie colonie dell'Africa subsahariana, arrivando alla concessione di un'ampia autonomia interna all'Africa Occidentale Francese nel 1958 nel quadro della Comunità francese. Alla fine, nel 1960, sia la Costa d'Avorio che l'Alto Volta ottennero l'indipendenza e la loro reciproca frontiera divenne internazionale tra i due stati.
Dallo scoppio del conflitto nel nord del Mali nel 2012, la Costa d'Avorio ha iniziato a rafforzare la sicurezza ai suoi confini settentrionali, al fine di prevenire eventuali ricadute.

## Insediamenti vicino al confine

### Burkina Faso
- Niangoloko
- Farakorosso
- Ouangolodougou
- Magodara
- Moulepo
- Bousoukoula
- Kampti

### Costa d'Avorio
- Kaouara
- Ouangolodougou
- Govitan
- Lankio
- Kalamon
- Danoa
- Doropo

## Valichi di frontiera
L'accesso principale si trova a Doropo (Costa d'Avorio) – Kampti (Burkina Faso).